# Freddie Freeman
Frederick Charles Freeman (Fountain Valley, 12 settembre 1989) è un giocatore di baseball statunitense con cittadinanza canadese, prima base per i Los Angeles Dodgers della Major League Baseball (MLB).

## Biografia
Freeman è nato a Fountain Valley in California da genitori canadesi entrambi originari dell'Ontario. Per l'origine dei genitori Freddie possiede la doppia cittadinanza: statunitense e canadese. Freeman frequentò la El Modena High School di Orange, giocando nella squadra di baseball della scuola come terza base e lanciatore. Firmò una lettera di intenti con la California State University di Fullerton, prima di essere selezionato dalla Major League Baseball.

## Carriera

### Minor League (MiLB)

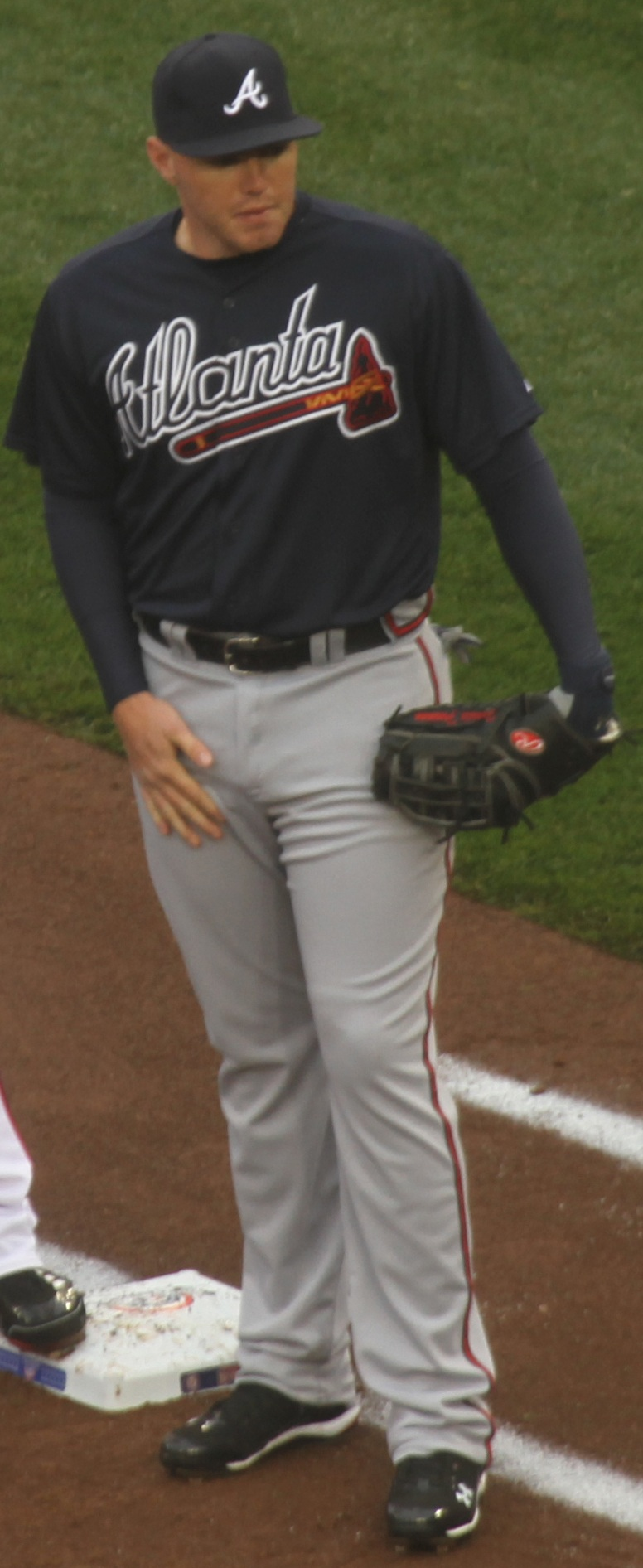
Freeman nel 2011

Fu selezionato nel 2º turno (come 78ª scelta assoluta) del draft MLB 2007 dagli Atlanta Braves, con un bonus alla firma di 409,500 dollari che lo assegnarono in Classe Rookie. Nel 2008 giocò interamente in Classe A, mentre l'anno successivo si divise tra Classe A-avanzata e Doppia-A. Nel 2010 fu promosso in Tripla-A.

### Major League (MLB)
Freeman debuttò nella MLB il 1 settembre 2010, al Turner Field di Atlanta, contro i New York Mets. Il 5 settembre batté la sua prima valida e il 21 settembre colpì il suo primo fuoricampo. Terminò la sua stagione d'esordio con 20 partite giocate in MLB e 124 nella Tripla-A.
Nel 2012 giocò per la prima volta nel post-stagione. Nel 2013 fu selezionato per la prima volta all'All-Star Game, ma non riuscì a causa di un infortunio rimediato tre giorni prima dell'evento.
Il 4 febbraio 2014 rinnovò la sua squadra, con un contratto di 8 anni del valore di 135 milioni. Nello stesso anno fu convocato nuovamente e partecipò per la prima volta all'All-Star Game. Il 17 giugno 2015 Freeman venne inserito nella lista degli infortunati per un infortunio al polso destro. Tornò in campo il 28 luglio.
Nel 2018 partecipò per la terza volta all'All-Star Game e al termine della stagione regolare si classificò primo della National League in valide con 192.
Nel luglio 2020 Freeman è risultato positivo al COVID-19, prima dell'inizio della stagione. Nel 2021, dopo aver conquistato la sua prima vittoria alle World Series con gli Atlanta Braves, divenne free agent.
Il 18 marzo 2022, Freeman firmò un contratto esennale dal valore complessivo di 162 milioni di dollari con i Los Angeles Dodgers.

## Nazionale
Freeman partecipò con la Nazionale di baseball del Canada al World Baseball Classic 2017.

## Palmarès

### Club
- World Series: 2

Atlanta Braves: 2021
Los Angeles Dodgers: 2024

### Individuale
- MVP della National League: 1

2020
- MLB All-Star: 5

2013, 2014, 2018, 2019, 2021
- Guanto d'oro: 1

2018
- Silver Slugger Award: 3

2019, 2020, 2021
- Defensive Player of the Year Award: 1

2018
- Capoclassifica della NL in valide: 1

2018
- Giocatore del mese: 2

NL: settembre 2016, settembre 2020
- Esordiente del mese: 1

NL: luglio 2011
- Giocatore della settimana: 5

NL: 22 aprile 2012, 6 maggio 2012, 19 giugno 2016, 4 e 25 settembre 2016